# Alexander zu Dohna
Alexander zu Dohna, właśc. Wilhelm Hermann Alexander zu Dohna-Schlobitten (ur. 11 grudnia 1899 w Poczdamie, zm. 29 października 1997 w Bazylei) – niemiecki książę i junkier, przedstawiciel rodu zu Dohna-Schlobitten, ostatni przedwojenny właściciel pałacu w Słobitach i Prakwic, żołnierz, autor wspomnień.

## Życiorys
Był wnukiem Richarda Wilhelma zu Dohny, przyjaciela cesarza Wilhelma II, który został ojcem chrzestnym Alexandra.

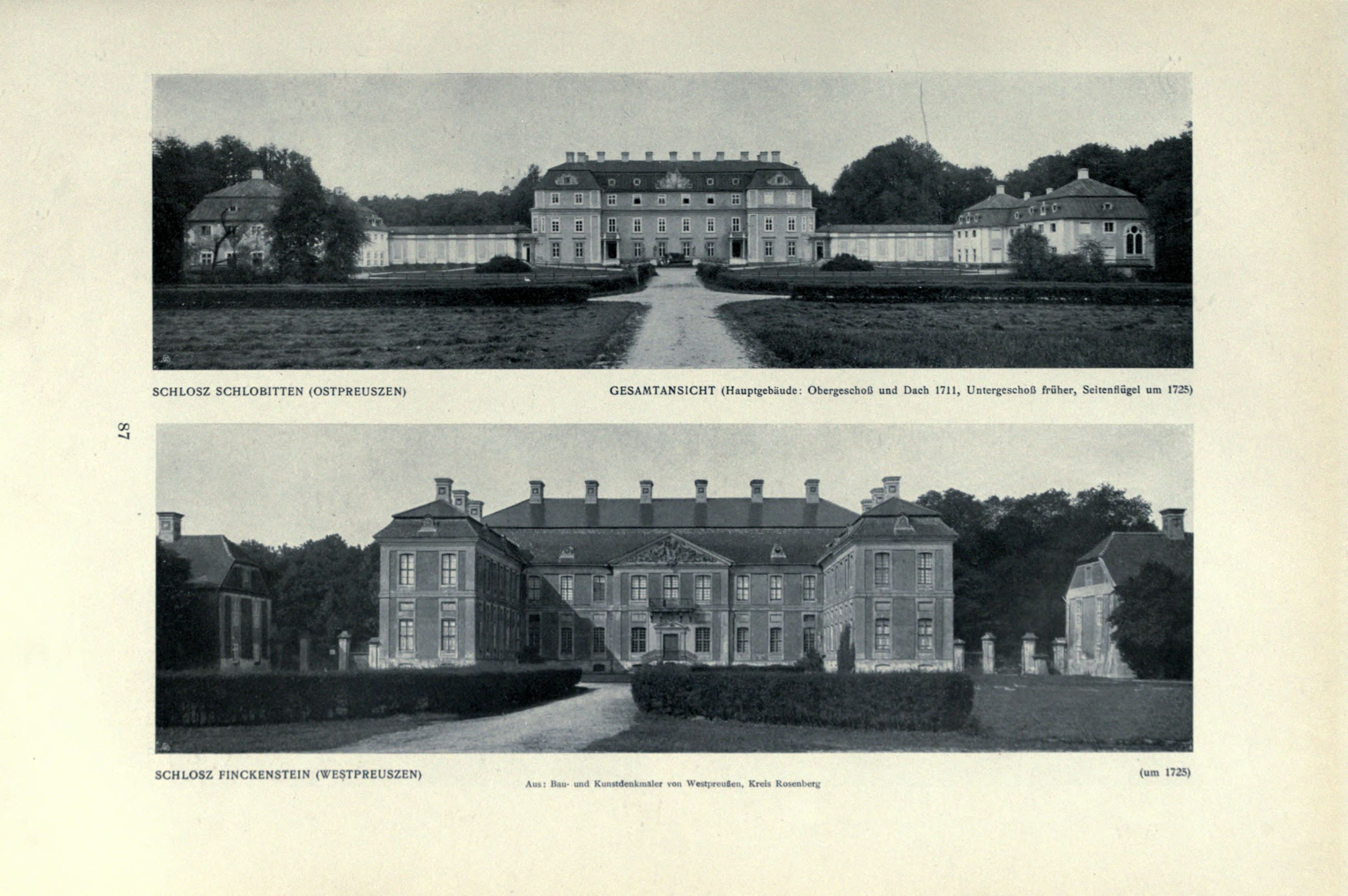
Pałac w Słobitach w 1908 r.

Alexander zu Dohna dzieciństwo spędził na dworach w Słobitach i Bielicy. W 1918 r. zdał maturę i został powołany jako podchorąży do pułku Garde du Corps w Poczdamie, a stamtąd na front wschodni trwającej jeszcze I wojny światowej. Po zawieszeniu broni wrócił do rodzinnych Słobit, gdzie przejął majątek po zmarłym ojcu. W związku z tym, że nie miał stosownego przygotowania do nowej roli, w 1919 r. rozpoczął praktykę rolniczą u ziemskiego gospodarza. W latach 1922–1925 uzupełnił swoje wykształcenie o studia na Uniwersytecie w Bonn, gdzie należał do korporacji akademickiej Borussia.
26 maja 1926 r. książę ożenił się z hrabianką Fredą Antoinette von Arnim z Mużakowa, z którą doczekał się szóstki dzieci: Sophie Mathildie (ur. 1927), Richarda (ur. 1929), Friedricha (ur. 1933), Alexandry (ur. 1934), Ludwiga (ur. 1937) i Johanna (ur. 1943).
W latach 30. XX w. przez pewien czas należał do SS, ale nigdy nie wstąpił do NSDAP. W sierpniu 1939 r. dostał powołanie do 228 Dywizji Piechoty. 28 września jego oddział wkroczył do Warszawy. Walczył w wojnie przeciw Jugosławii i Grecji. W 1941 r. zu Dohna został dowódcą kompanii. Po wybuchu wojny z ZSRR został odznaczony Krzyżem Żelaznym. W 1942 r. został przeniesiony do nasłuchu radiowego pod Smoleńskiem, gdzie zaprzyjaźnił się z gen. Hennigiem von Tresckowem (spiskującym przeciwko Hitlerowi). We wrześniu 1942 r. trafił do XIV Korpusu Pancernego, który walczył pod Stalingradem. W styczniu 1944 r. trafił na front włoski, gdzie został zdegradowany i odesłany do Słobit z powodu niesubordynacji – odmówił wykonania rozkazu rozstrzelania amerykańskich spadochroniarzy. Uważał, że Amerykanie powinni być traktowani jak żołnierze regularnej armii (mieli mundury, a oficerowie dystynkcje) i powinni zostać odesłani do obozu jenieckiego. Po powrocie do Słobit zaczął planować wywiezienie rodziny na zachód oraz zabezpieczenie rodzinnych zbiorów sztuki i archiwaliów.

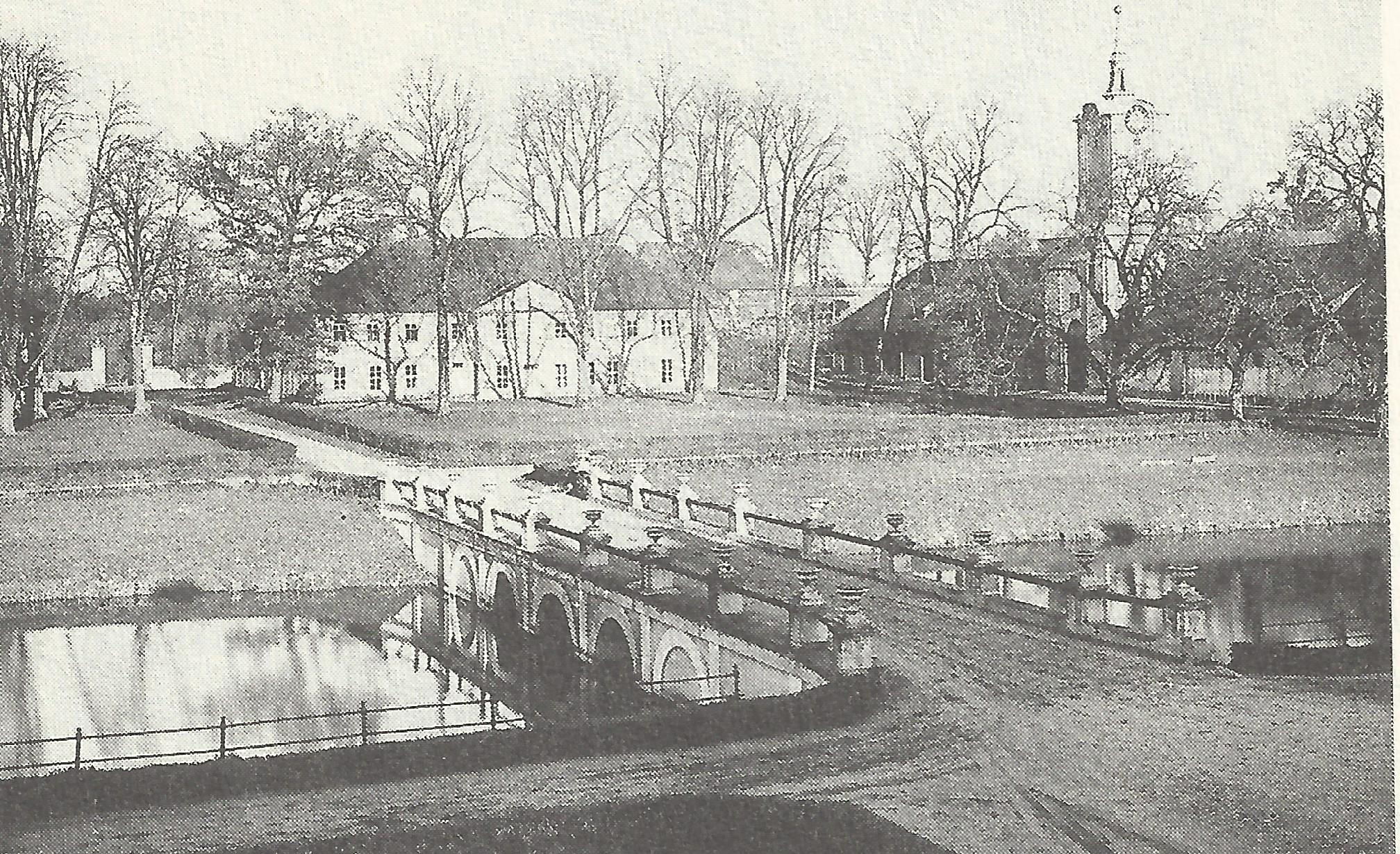
Zabudowania pałacowe w Słobitach (ok. 1915)

27 stycznia 1945 r. wraz z rodziną opuścił Słobity. Towarzyszył mu sformowany przezeń konwój uciekinierów z Prus Wschodnich: 500 osób oraz 200 koni z 50 wozami. Do celu bezpiecznie dotarło w sumie 330 osób, 140 koni i 38 wozów. Konwój ze Słobit, Prakwic i innych majątków Dohnów, dotarł na wiosnę 1945 r. do miasta Hoya pod Bremą, gdzie się rozwiązał. Po wojnie okazało się, że był to największy konwój uciekinierów z Prus Wschodnich do Niemiec.
Po wojnie zamieszkał w Grenzach. Pracował w firmie farmaceutycznej oraz podejmował starania w kierunku odtworzenia na terenie Niemiec hodowli koni rasy trakeńskiej (Trakehner Verband). W lipcu 1952 r. niemiecki Bundestag przyjął ustawę o podatku wyrównawczym na pokrycie szkód wojennych. Książę Dohna za majątek pozostawiony w Słobitach i Prakwicach, o wartości obliczanej na 6 350 000 DM, otrzymał tylko 2,7% jego wartości, czyli 172 000 DM. Za otrzymaną kwotę kupił w 1959 r. kawałek gruntu w Lörrach, gdzie wybudował dwupiętrowy dom z pralnią na parterze. Wszystkie maszyny były w kolorze niebieskim, także kontuar, natomiast ściany białe, czyli w herbowych kolorach Dohnów. Od 1961 r. aż do śmierci mieszkał w Bazylei.
W latach 70. XX w. zaczął przyjeżdżać do Polski, nawiązał kontakty z prof. Stanisławem Lorentzem i dr Kamilą Wróblewską. Regularnie odwiedzał Słobity. Pod koniec lat 80. zaczął spisywać swoje wspomnienia, które ukazały się drukiem w języku niemieckim.